# Сомборски филмски фестивал
Сомборски филмски фестивал је основан 2018. године и посвећен је Ернесту Бошњаку, пиониру југословенске кинематографије. Покренут је у Сомбору и одвија се у организацији Културног центра "Лаза Костић", уз подршку Скупштине општине Сомбор.

## О фестивалу
Фестивал је тродневна манифестација током које се публици представљају најбоља остварења српске кинематографије, као и одабрана дела европског и светског филма.

## Место одржавања
Пројекције филмова и пратећи програми одржавају се у Културном центру Лаза Костић Сомбор, Атријуму Градске куће, Кабареу Народног позоришта Сомбор, у Дворишту градског музеја Сомбор, у башти локала The Urban Pub, свечаној сали Жупаније, башти кафеа Des Arts-а и у дворишту Културног центра Лаза Костић Сомбор.

## Хронологија

### 1. Сомборски филмски фестивал -2018
Први Сомборски филмски фестивал одржан је од 11. до 16. септембра под слоганом Породица народа /Family of Nations/ – Филмски фестивал Дунавско-панонске регије и имао је следеће селекције:
- Главна селекција (такмичарска)
- Селекција студентског филма (такмичарска)
- Кад би Сомбор био Холивуд (ревијална)
- Core Diplomatiqum (ревијална)

Чланови дирекције првог Филмског фестивала су били Михајло Несторовић, директор дирекције и Миливоје Млађеновић, програмски директор фестивала. У оквиру пратећег програма Фестивала реализована је изложба Светски филм на француском платну на којој је представљена колекција од четрдесет оригиналних филмских плаката најзначајнијих француских илустратора и твораца плаката као што су: Фолон, Манара, Тарди, Пелаер, Фераци, Бласон и други, а чији је власник Небојша Бошњак. У оквиру пратећег програма приказана је и прва епизода домаће серије Корени, у режији Ивана Живковића.

### 2. Сомборски филмски фестивал -2019
Други Сомборски филмски фестивал одржан је од 12. до 16. јула под слоганом 2. Сомбор филм фест – Породица народа Дунавско-панонске регије и имао је следеће селекције:
- Главна селекција (такмичарска)
- Селекција – аутори филмова до 30 година (такмичарска) - Селекција студентског филма замењена је са Селекцијом – аутори филмова до 30 година
- Corps Diplomatique (ревијална)
- Кад би Сомбор био Холивуд (ревијална)
- EsPRESSo u 11 (пратећи)

Фестивал је у односу на први одржан допуњен пратећим програмом EsPRESSo у 11 који се реализовао као јутарњи програм кроз промоцију књига и разговоре са филмским ствараоцима, током којих су разговоре водили Горан Митић, Горан Јовановић и Дејан Дабић. Током програма EsPRESSo у 11 представљена је монографија Велики филмски знак – Велимир Бата Живојиновић аутора Божидара Зечевића и књига Пола Шредера Трансцендентни стил на филму: Озу, Бресон, Драјер.
У оквиру пратећег програма Фестивала реализован је програм Вече носталгије у оквиру кога је презентован филм Љубав и мода у режији Љубомира Радичевића, као и изложба Кански побеници коју су чинила 24 оригинална плаката из колекције Vina Production Сан Рафаела из Француске.
Чланови дирекције другог Филмског фестивала су били Михајло Несторовић, директор дирекције и Миливоје Млађеновић, програмски директор фестивала. 

### 3. Сомборски филмски фестивал -2021
Трећи Сомборски филмски фестивал одржан је од 13. до 16. јула под слоганом У загрљају филма и садржао је следеће селекције:
- Предфестивалски програм
- Главна селекција (такмичарска)
- Селекција филмова младих аутора (такмичарска) - Селекција – аутори филмова до 30 година замењена Селекцијом филмова младих аутора.
- Кад би сомбор био Холивуд (ревијална)
- Панорама (ревијална)
- EsPRESSo у 11 (пратећи)

Трећи Фестивал је био посвећен и најмлађима - организована је едукативна радионица намењена деци основношколског узраста под називом Како се гледа филм – мала школа бонтона. Радионицу су водили Ђорђе Бајић, филмски и књижевни критичар и писац, магистар теорије уметности и медија и Зоран Јанковић, филмски, књижевни и музички критичар.
У оквиру пратећег програма организована је изложба из Фундуса Филмског центра Србије Трагови једног времена – Филмски плакат 1945-1970. Поставку је чинило 29 плаката којима су током истакнутог периода промовисана култна остварења југословенске кинематографије. У оквиру истог програма изведена је и балетска представа Један у прогукцији Удружења балетских уметника Србије. Пратећи програм EsPRESSo донео је представљање филмског издаваштва Филмског центра Србије и Нишког културног центра. Представљени су најновији бројеви часописа Филаж Нишког културног центра, књиге Филмови без филма, аутора Бранислава Милојевића, као и књига Кинематографија штапа и канапа Мирослава Бате Петровића. Филмски центар Србије јпредставио је књигу Прича – Садржај, структура, стил и принципи писања сценарија аутора Роберта Мекија.
Чланови дирекције трећег Филмског фестивала су били Весна Шашић, директорица фестивала, Михајло Несторовић, уметнички директор фестивала, Миливоје Млађеновић, програмски директор фестивала и Александар Цонић, креативни директор.

### 4. Сомборски филмски фестивал -2022
Четврти Сомборски филмскои фестивал одржан је од 11. до 15. јула под слоганом Трагом снова Ернеста Бошњака и садржао је следеће селекције:
- Предфестивалски програм
- Главна селекција (такмичарска)
- Селекција филмова младих аутора (такмичарска)
- Кад би Сомбор био Холивуд (ревијална)
- Панорама (ревијална)
- EsPRESSo у 11 (пратећи)

Четврто издање Филмског фестивала је било презентовано на Међународном фестивалу Жигмонд Вилмош Филм фестивал у оквиру Пројекта прекограничне сарадње Мађарска – Србија у Сегедину”.
Као и предходне године Фестивал је био посвећен и најмлађима, деци основношколског узраста. Пратећи програм поред концерата и музичког кабареа, чинила је и изложба Век и по Српске школе глуме реализована у сарадњи са Факултетом драмских уметности из Београда. У оквиру програма EsPRESSo у 11 престављена су и следећа издања: Забрањени без забране – зона сумрака југословенског филма аутора Милана Никодијевића, Стенли Кјубрик између сликарства и филма ауторке Дијане Метлић, Оно што се види, ауторке Нине Живанчевић, Јеванђеље на филму аутора Владимира Марјановића, Александра Велика, аутора Фетија Даутовића, Пут Лучице аутора Саве Бојовића. У оквиру истог програма представљен је филм продуцента Огњена Ракчевића Глигорићева Мар дел Плата – Краљевска индијска варијанта који прати узбудљиву шаховску партију између Светозара Глигорића и Мигуела Најдорфа.
Чланови дирекције четвртог Филмског фестивала су били Весна Шашић, директорица фестивала, Михајло Несторовић, уметнички директор фестивала и Миливоје Млађеновић, програмски директор фестивала.

### 5. Сомборски филмски фестивал -2023
Пети Сомборски филмскои фестивал одржан је од 8. до 14. јула под слоганом За оне који долазе и садржао је следеће селекције:
- Предфестивалски програм
- Главна селекција (такмичарска)
- Селекција филмова младих аутора (такмичарска)
- Кад би Сомбор био Холивуд (ревијална)
- Панорама (ревијална)
- EsPRESSo у 11 (пратећи)

Као и предходне две године Фестивал је био посвећен и деци и младима. Под слоганом За оне који долазе фестивал је имао за циљ да се поред филмова и младих аутора представе и успешни млади људи Сомбора. У оквиру пратећег програма одржано је стручно предавање Александара Ердељановића о Ернесту Бошњаку.
У оквиру предфестивалског програма одржано је неколико радионица артеду анимације. Пети јубиларни сомборски филмски фестивал завршен је музичко-сценским програмом Кабаре Пут око света - балет и солисти Позоришта на Теразијама.
У оквиру програма EsPRESSo у 11 у башти локала The Urban Pub вођен је разговор о филму Педесете, као и о критичком водичу кроз српски филм 2018-2022, потом разговор о књизи Бранислава Митлојевића Пионири филма и фотографије југа Србије.
Чланови дирекције петог Филмског фестивала су били Весна Шашић, директорица фестивала и уметнички директор, Михајло Несторовић, креативни директор фестивала и Миливоје Млађеновић, програмски директор фестивала.

### 6. Сомборски књижевни фестивал -2024
Шести сомборски филмски фестивал одржан је 11. до 14. јула под слоганом Није лако кад си млад и садржао је следеће селекције:
- Предфестивалски програм
- Главни такмичарски програм,
- Селекција филмова младих аутора,
- Панорама словеначког филма и
- Кад би Сомбор био Холивуд
- EsPRESSo у 11 (пратећи)

У оквиру предфестивалског програма приказан је филм за децу Imaginary friends, а на дан свечаног отварања фестивала отворена је и изложба Бата у 90 слика, у Галерији Културног центра. У оквиру пратећег програма одржане су промоције књига и радионице, а након свечаног затварања фестивала и доделе награде, одржан је концерт филмске музике у изведби глумице Мине Лазаревић.
У оквиру програма EsPRESSo у 11 одржане су промоције књига Партизански вестерн Жике Митровића атора Недељка Ковачића, Како сам открио Америку Немање Сарача и Посебан кадар групе аутора. 
Чланови дирекције петог Филмског фестивала су били Ксенија Јанковић, директорица фестивала, Михајло Несторовић, креативни директор фестивала и Миливоје Млађеновић, програмски директор фестивала.

### 7. Сомборски књижевни фестивал -2025
Седми сомборски филмски фестивал одржан је 4. до 6. јула под слоганом Укрштај стварности и снова и садржао је следеће селекције:
- Предфестивалски програм
- Главни програм
- Кад би Сомбор био Холивуд
- EsPRESSo у 11 (пратећи)

У оквиру предфестивалског програма приказан је филм за децу Планета у дворишту Културног центра Лаза Костић Сомбор. Фестивал је отворен изложбом Милена и магија филма посвећеној уметници светског гласа Милени Павловић Барили, док су оквиру главног програма и програма Кад би Сомбор био Холивуд приказана ове године три филма. У оквиру програма EsPRESSo у 11 у башти кафеа Des Arts током првог издања са лауреатом Богданом Диклићем разговарао је Дејан Дабић, док су током другог издања представљене књиге Филмска деца улице аутора Саше Радојевића и Станислав Краков – међу покретним сликама Мирка Демића.
На свечаном затварању наступио је Шлагворт бенд који је изводио филмску музику.
Чланови дирекције седмог Филмског фестивала су били Ксенија јанковић, директорица фестивала, Михајло Несторовић, креативни директор фестивала и Миливоје Млађеновић, програмски директор фестивала.

## Награде
Награде које се додељује у оквиру Фестивала су се током година његовог трајања мењале и допуњавале.
Када је фестивал основан, 2018. године додељиване су следеће награде:
- По одлуци дирекције Фестивала
  - ЕРНЕСТ БОШЊАК за допринос развоју филмске уметности
- У оквиру Главне селекције 
  - ГРАНД ПРИ – ЗЛАТНИ ЦЕЛТИС за најбољи филм у целини
  - ЦЕЛТИС за најбољу глумицу Фестивала
  - ЦЕЛТИС за најбољег глумца Фестивала
- У оквиру Селекције студентског филма 
  - Награда за најбољи студентски филм Фестивала
  - Награда за најбољу младу/ог глумицу/ца Фестивала

Године 2020. све награде фестивала назване су ЕРНЕСТ по Ернесту Бошњаку:
- По одлуци Стручног савета Фестивала
  - СПЕЦИЈАЛНИ ЕРНЕСТ за досадашњи и будући допринос добрим филмовима
- У оквиру Главне селекције
  - ЕРНЕСТ за најбољи филм
  - ЕРНЕСТ за најбољу глумицу
  - ЕРНЕСТ за најбољег глумца
- У оквиру Селекције филмова младих аутора 
  - ЕРНЕСТ за најбољи филм младог аутора

Године 2022. уведена је награда БОЕР која је названа по првом југословенском филмском предузећу чији је оснивач и власник био Ернест Бошњак:
- По одлуци Стручног савета Фестивала
  - СПЕЦИЈАЛНИ ЕРНЕСТ за досадашњи и будући допринос добрим филмовима
- У оквиру Главне селекције 
  - ЕРНЕСТ за најбољи филм
  - БОЕР за најбољу глумицу
  - БОЕР за најбољег глумца
- У оквиру Селекције филмова младих аутора  
  - БОЕР за најбољи филм младог аутора

### Визуелни идентитет награда
- Награда ЦЕЛТИС - настала је на предлог Стручног савета Првог сомборског филмског фестивала и редставља статуету у облику гране дрвета бођош (Celtis occidentalis), по коме је Сомбор надалеко познат. Статуета се састојала од гране бодђоша израђене у бронзи са златном патином и мермерног постоља. Ауторски је рад академског вајара, Петера Мраковића из Сомбора.[18]
- Награда ЕРНЕСТ БОШЊАК је представљала рељеф са ликом Ернеста Бошњака израђен у бронзи са бронзаном патином. Ауорски је рад академског вајара Петера Мраковића из Сомбора.[18]
- Статуа ЕРНЕСТ је настала 2020. године и представља Ернеста Бошњака. Идејно решење је рад академског вајара Зорана Ивановића из Београда. Све награде ЕРНЕСТ одливале се у истим димензијама и биле су једнаке масе, али су постојале варијације у патини. СПЕЦИЈАЛНИ ЕРНЕСТ патиниран је у боји зеленог мермера, док су остале награде израђене у различитим нијансама бронзане боје.[18]

### Добитници награда
Добитници главне награде фестивала су:
- 2018 - Радослав Зеленовић – ЕРНЕСТ БОШЊАК за допринос развоју филмске уметности
- 2019 -
- 2020 - Славко Штимац - СПЕЦИЈАЛНИ ЕРНЕСТ за досадашњи и будући допринос добрим филмовима
- 2021 - Мира Бањац – СПЕЦИЈАЛНИ ЕРНЕСТ за досадашњи и будући допринос добрим филмовима
- 2022 - Светозар Цветковић – СПЕЦИЈАЛНИ ЕРНЕСТ за досадашњи и будући допринос добрим филмовима
- 2023 - Пуриша Ђорђевић - СПЕЦИЈАЛНИ ЕРНЕСТ (постхумно) за досадашњи допринос добрим филмовима
- 2024 - Жарко Лаушевић - СПЕЦИЈАЛНИ ЕРНЕСТ (постхумно) за досадашњи допринос добрим филмовима
- 2025 - Богдан Диклић - СПЕЦИЈАЛНИ ЕРНЕСТ за досадашњи и будући допринос добрим филмовима

## Галерија
- 5. Сомборски филмски фестивал - улична изложба о Фестивалу
- 5. Сомборски филмски фестивал - улична изложба о Фестивалу
- 5. Сомборски филмски фестивал - стручно предавање Александара Ердељановића о Ернесту Бошњаку
- 5. Сомборски филмски фестивал - програма EsPRESSo у 11
- 5. Сомборски филмски фестивал
- 5. Сомборски филмски фестивал - музичко-сценски програм Кабаре Пут око света
- 6. Сомборски филмски фестивал - Изложба о Бати Живојиновићу
- 6. Сомборски филмски фестивал - Изложба о Бати Живојиновићу
- 6. Сомборски филмски фестивал - Изложба о Бати Живојиновићу
- 6. Сомборски филмски фестивал
- 6. Сомборски филмски фестивал - Промоција књиге Како сам открио Америку Немање Сарача
- 6. Сомборски филмски фестивал
- 6. Сомборски филмски фестивал
- 6. Сомборски филмски фестивал - Светозар Цветковић, добитник награде
- 6. Сомборски филмски фестивал
- 6. Сомборски филмски фестивал - концерт филмске музике
- 7. Сомборски филмски фестивал - Изложба Милена и магија филма
- 7. Сомборски филмски фестивал - Изложба Милена и магија филма
- 7. Сомборски филмски фестивал - Изложба Милена и магија филма
- 7. Сомборски филмски фестивал - Статуа ЕРНЕСТ
- 7. Сомборски филмски фестивал
- 7. Сомборски филмски фестивал - додела награде Богдану Диклићу
- 7. Сомборски филмски фестивал - улична изложба о Фестивалу